# Брикун Кирило Сергійович
Кирило Сергійович Брикун (17 вересня 1990, м. Новополоцьк, Білорусь) — білоруський хокеїст, нападник. Виступає за «Шахтар» (Солігорськ) у Білоруській Екстралізі. Кандидат в майстри спорту. 
Вихованець ДЮСШ «Хімік» (Новополоцьк). Виступав «Динамо-2» (Мінськ), «Шинник» (Бобруйськ), «Хімік-СКА» (Новополоцьк), «Металург» (Жлобин).
У складі молодіжної збірної Білорусі учасник чемпіонатів світу 2008 (дивізіон I), 2009 (дивізіон I) і 2010 (дивізіон I). У складі юніорської збірної Білорусі учасник чемпіонатів світу 2007 (дивізіон I) і 2008.
Брат: Ігор Брикун.
Досягнення
- Чемпіон Білорусі (2012), бронзовий призер (2011)
- Володар Кубка Білорусі (2011), фіналіст (2010)